# Cleora fusconebulata
Cleora fusconebulata là một loài bướm đêm trong họ Geometridae.